# Leszek Tomaszewski (lekarz)
Leszek Tomaszewski (ur. 11 września 1919 w Rawie Ruskiej, zm. 30 stycznia 1997) – polski lekarz, patobiochemik, pediatra, profesor nauk medycznych.

## Życiorys
W 1938 rozpoczął studia medyczne na Uniwersytecie Jana Kazimierza. W czasie okupacji niemieckiej Lwowa (1941–1944) był karmicielem wszy i tzw. strzykaczem w Instytucie Badań nad Tyfusem Plamistym i Wirusami profesora Rudolfa Weigla. Uczestniczył w konspiracji, w szeregach Wydziału Propagandy Okręgu Lwowskiego Narodowej Organizacji Wojskowej (pseudonim "Królik"), m.in. był redaktorem technicznym pisma Słowo Polskie. W 1944 zagrożony aresztowaniem opuścił Lwów. W latach 1944-1946 pracował w Zakładzie Produkcji Szczepionki Przeciw Durowi Plamistemu im. Rudolfa Weigla w Lublinie, w latach 1945-1946 równocześnie jako młodszy asystent w Zakładzie Fizjologii Wydziału Lekarskiego Uniwersytetu Marii Curie-Skłodowskiej. W 1946 uzyskał dyplom lekarza na Wydziale Lekarskim Uniwersytetu Jagiellońskiego. W latach 1946-1949 pracował w Klinice Chorób Dzieci Akademii Medyznej w Gdańsku, w 1947 otrzymał stopień doktora. W latach 1949-1956 służył w wojsku, początkowo pracował jako pediatra na wyspie Wolin, gdzie zajmował się uchodźcami greckimi. W 1951 zamieszkał w Warszawie, pracował w Wojskowym Oddziale Służby Zdrowia, a od 1952 równocześnie jako asystent w Zakładzie Chemii Fizjologicznej Akademii Medycznej w Warszawie. W 1953 uzyskał I stopień specjalizacji z pediatrii.
W latach 1956-1971 kierował Laboratorium Analityki Klinicznej Zespołu Klinik Dziecięcych Państwowego Szpitala Klinicznego nr 3 w Warszawie. W 1957 uzyskał II stopień specjalizacji z analityki klinicznej, w 1961 II stopień specjalizacji z pediatrii, w 1966 stopień doktora habilitowanego. Od 1971 kierował Zakładem Analityki Klinicznej w Instytucie Biofarmacji AM, w 1982 otrzymał tytuł profesora. W 1989 przeszedł na emeryturę.
Był członkiem założycielem Polskiego Towarzystwa Diagnostyki Laboratoryjnej i w latach 1967-1971 jego wiceprezesem, należał też do Polskiego Towarzystwa Pediatrycznego, Polskiego Towarzystwa Biochemicznego (od 1954) i Polskiego Towarzystwa Lekarskiego (od 1982).
W PRL został odznaczony Złotym Krzyżem Zasługi i Krzyżem Kawalerskim Orderu Odrodzenia Polski.